# Опсада Керака
Опсаду Керака извршио је Саладин 1183. године. Тврђавом је командовао Рене од Шатијона. Опсада је завршена неуспехом.

## Опсада
Саладин опседа Керак новембра 1183. године. Рене од Шатијона, командант тврђаве, није се много узбуђивао због тога. У опсађеној тврђави управо је слављено венчање Изабеле Јерусалимске и Хамфрија IV од Торона. Рене је Саладину послао печене говедине и овчетине уз извињење што не може целу армију позвати на гозбу. Саладин је тада наредио да се не бомбардује кула у којој је слављено. Ипак, он је опсаду схватио веома озбиљно. Осам катапулта је непрекидно бомбардовало град. Опсаду је осујетио напад Ремона III од Триполија и Балдуина IV. Саладин се 4. децембра повлачи.